# Valorant
Valorant (estilitzat com a VALORANT) és un videojoc multijugador que es pot jugar gratuïtament en primera persona, desenvolupat per Riot Games. És el primer joc que ha desenvolupat Riot Games en aquest gènere. El joc es va anunciar per primera vegada amb el nom de Project A, l'octubre de 2019.
La mecànica es basa en dos equips de cinc jugadors que competeixen l'un contra l'altre, els jugadors assumeixen el paper d'"agents" amb habilitats úniques. En el mode de joc principal, l'equip atacant té una bomba, anomenada Spike, que necessiten plantar en certs punts. Si l'equip atacant protegeix amb èxit la bomba i esclata, obtindran un punt. Si l'equip defensor defensa amb èxit la bomba o el temps del cronòmetre de la ronda s'esgota, l'equip defensor obtindrà un punt. Si s'aconsegueix eliminar tots els membres de l'equip contrari, també s'obtindrà una victòria. El primer equip que guanyi la majoria de les 24 rondes guanyaria la partida.
El videojoc prometia solucionar els principals problemes que podien trobar-se a d'altres videojocs d'estil similar, com per exemple combatre el lag dels jugadors amb una distribució de centres de dades del videojoc repartits arreu de diversos països i el refresc de la connexió amb els servidors en 128-tick que asseguraria un joc fluid i un ping baix. A més, el videojoc disposava d'un sistema contra codis de trampes des del primer dia.